# RK Mokošica
Rukometni klub Mokošica (RK "Mokošica") je muški rukometni klub iz Mokošice, Grad Dubrovnik, Dubrovačko-neretvanska županija. 

U sezoni 2022./23. RK "Mokošica" se natjecao u "2. HRL – Jug", ligi trećeg stupnja hrvatskog rukometnog prvenstva za muškarce. 

## O klubu
RK "Mokošica" je osnovan 2003. godine. Za treninge je pretežno koristio betonska igrališta u Novoj Mokošici i okolnim mjestima. U klubu su igrali pretežno bivši igrači RKHM "Dubrovnik" te ostali amateri. Klub je u sezoni 2004./05. igrao u 3. HRL – Jug, ali po završetku sezone klub je zbog financijskih problema stavljen u stanje mirovanja. 

Do obnove rada kluba dolazi 2012. godine, te sa mlađim selekcija u županijskoj ligi (U-12 i U-14 momčadi) te Regionalnoj ligi (za U-16 momčadi – igrali klubovi s područja Dubrovačko-neretvanske županije, Hercegovine i Crne Gore). 
 
Povratak u seniorske lige je bio u sezoni 2018./19. - ponovno u 3. HRL – Jug, a od sezone 2020./21. se natječu u 2. HRL – Jug. 
 
Klub svoje domaće utakmice u dvorani Osnovne škole "Mokošica" u Novoj Mokošici. 

## Plasmani po sezonama
| sezona                | rang lige                                            | liga                                                 | dio                                                  | poz.                                                 | klubova u ligi                                       | ut                                                   | pob                                                  | ner                                                  | por                                                  | gol+                                                 | gol-                                                 | bod                                                  | doigravanje                                          | napomene                                             | izvori                                               |
| Mokošica              | Mokošica                                             | Mokošica                                             | Mokošica                                             | Mokošica                                             | Mokošica                                             | Mokošica                                             | Mokošica                                             | Mokošica                                             | Mokošica                                             | Mokošica                                             | Mokošica                                             | Mokošica                                             | Mokošica                                             | Mokošica                                             | Mokošica                                             |
| --------------------- | ---------------------------------------------------- | ---------------------------------------------------- | ---------------------------------------------------- | ---------------------------------------------------- | ---------------------------------------------------- | ---------------------------------------------------- | ---------------------------------------------------- | ---------------------------------------------------- | ---------------------------------------------------- | ---------------------------------------------------- | ---------------------------------------------------- | ---------------------------------------------------- | ---------------------------------------------------- | ---------------------------------------------------- | ---------------------------------------------------- |
| 2004./05.             | III.                                                 | 3. HRL – Jug                                         |                                                      | 9.                                                   | 10                                                   | 18                                                   | 2                                                    | 0                                                    | 16                                                   | 409                                                  | 501                                                  | 4                                                    |                                                      |                                                      |                                                      |
| 2005./06. — 2017./18. | klub nije djelovao ili se nije natjecao sa seniorima | klub nije djelovao ili se nije natjecao sa seniorima | klub nije djelovao ili se nije natjecao sa seniorima | klub nije djelovao ili se nije natjecao sa seniorima | klub nije djelovao ili se nije natjecao sa seniorima | klub nije djelovao ili se nije natjecao sa seniorima | klub nije djelovao ili se nije natjecao sa seniorima | klub nije djelovao ili se nije natjecao sa seniorima | klub nije djelovao ili se nije natjecao sa seniorima | klub nije djelovao ili se nije natjecao sa seniorima | klub nije djelovao ili se nije natjecao sa seniorima | klub nije djelovao ili se nije natjecao sa seniorima | klub nije djelovao ili se nije natjecao sa seniorima | klub nije djelovao ili se nije natjecao sa seniorima | klub nije djelovao ili se nije natjecao sa seniorima |
| 2018./19.             | IV.                                                  | 3. HRL – Jug                                         |                                                      | 8.                                                   | 8                                                    | 14                                                   | 1                                                    | 0                                                    | 13                                                   | 248                                                  | 365                                                  | 2                                                    |                                                      |                                                      |                                                      |
| 2019./20.             | IV.                                                  | 3. HRL – Jug                                         |                                                      | 7.                                                   | 7                                                    | 9                                                    | 1                                                    | 1                                                    | 7                                                    | 159                                                  | 229                                                  | 3                                                    |                                                      | prekinuto zbog pandemije COVID-19                    | [ 1 ]                                                |
| 2020./21.             | klub se nije natjecao                                | klub se nije natjecao                                | klub se nije natjecao                                | klub se nije natjecao                                | klub se nije natjecao                                | klub se nije natjecao                                | klub se nije natjecao                                | klub se nije natjecao                                | klub se nije natjecao                                | klub se nije natjecao                                | klub se nije natjecao                                | klub se nije natjecao                                | klub se nije natjecao                                | klub se nije natjecao                                | klub se nije natjecao                                |
| 2021./22.             | III.                                                 | 2. HRL – Jug                                         |                                                      | 14.                                                  | 14                                                   | 26                                                   | 0                                                    | 0                                                    | 26                                                   | 556                                                  | 795                                                  | 0                                                    |                                                      |                                                      |                                                      |
| 2022./23.             | III.                                                 | 2. HRL – Jug                                         |                                                      | 12.                                                  | 12                                                   | 22                                                   | 1                                                    | 1                                                    | 20                                                   | 505                                                  | 716                                                  | 3                                                    |                                                      |                                                      |                                                      |
|                       |                                                      |                                                      |                                                      |                                                      |                                                      |                                                      |                                                      |                                                      |                                                      |                                                      |                                                      |                                                      |                                                      |                                                      |                                                      |
|                       |                                                      |                                                      |                                                      |                                                      |                                                      |                                                      |                                                      |                                                      |                                                      |                                                      |                                                      |                                                      |                                                      |                                                      |                                                      |

## Vanjske poveznice
- rk-mokosica.com
- RK Mokošica, facebook stranica
- dubrovacki.slobodnadalmacija.hr, RUKOMETNI KLUB MOKOŠICA